# جون فيتزباتريك (سائق سيارة سباق)
جون فيتزباتريك (بالإنجليزية: John Fitzpatrick)‏ (و. 1943  م) هو سائق سيارة سباق بريطاني، ولد في برمينغهام، شارك في لو مان 24 ساعة.

## روابط خارجية
- جون فيتزباتريك على موقع DriverDB.com (الإنجليزية)